# Арнапкапфаалук
Арнапкапфаалук (или Агнакапсалук, большая плохая женщина) была морским божеством эскимосов района Залива Коронации в Канаде. Занимая в эскимосской мифологии то же положение, что и Седна, в той части, что касалось управления морскими животными, она заметно отличалась от неё, что видно по переводу её имени.
Арнапкапфаалук не была благодетельным божеством, как Седна, а, наоборот, внушала охотникам страх. Вместо того, чтоб снабжать медных эскимосов нерпами и прочими морскими животными, она скрывает их. Нарушение табу или другие неблагоразумные поступки могли привести к неудачной охоте.